# Вадье, Марк
Марк Гийо́м Алекси́с Вадье́ (фр. Marc Guillaume Alexis Vadier; 17 июля 1736, Памье — 14 декабря 1828, Брюссель) — деятель Великой французской революции, прозванный «великим инквизитором робеспьеровой тирании».

## Биография и карьера
Родился в графстве Фуа. Адвокат, член судейского сословия в Памье; депутат от третьего сословия Фуасского сенешальства в собрании Генеральных штатов 1789 года. В Национальном собрании он заседал на скамьях конституционной партии и вскоре стал известен своими республиканскими взглядами, особенно после смерти Мирабо, когда столько посредственностей, отличавшихся только своей отчаянной наглостью, приобрели знаменитость и влияние.
После ареста короля в Варенне в июне 1791 года требовал лишить Людовика XVI неприкосновенности и предать его верховному суду, но вскоре отказался от своего требования, за что был обвинён в отступничестве газетой Марата. Избранный в 1792 г. в Конвент депутатом от департамента Арьеж, Вадье занял место на скамьях партии Горы, голосовал за смерть Людовика без апелляции и отсрочки, содействовал падению жирондистов, сделался президентом Якобинского клуба и членом Комитета общественной безопасности в сентябре 1793 года и отличился там ревностным преследованием врагов революции.
Самый знаменитый из докладов, читанных им от имени комитета, относится к делу Екатерины Тео (Catherine Théos). Сначала союзник Робеспьера, Вадье стал потом его горячим противником и в первый раз старался выставить его честолюбивые замыслы именно по делу Екатерины Тео, иллюминатки, пророчествовавшей в Париже, что скоро явится спаситель Франции. Вадье искусно доказывал, что старуха Тео есть орудие хитрых планов Робеспьера и что она под именем спасителя разумела Робеспьера; последний старался спасти обвиняемую от казни, но она не вышла на свободу и умерла в тюрьме уже после термидорианского переворота.
С тех пор Вадье и Робеспьер стали непримиримыми врагами, и 9 термидора Вадье был одним из обвинителей Робеспьера и горячо способствовал его гибели. Однако вскоре был сам осуждён на изгнание вместе c Бийо-Варенном, Колло-д’Эрбуа и Барером 5 фримера III года (2 марта 1795 г.), но скрылся и не показывался до февраля IV года. Приняв участие в заговоре Бабёфа, был схвачен, суду Вадье не предали, но и не освободили: его отправили в Шербур, чтобы оттуда переправить в Кайенну.
18 брюмера освободило его, после чего до января 1816 года он прожил в удалении от дел, во Франции. После второй реставрации ему, как подавшему голос за казнь короля, пришлось удалиться в изгнание в силу закона 12 января 1816 г., — он переехал в Брюссель, где и умер в 1828 году на 93-м году жизни.